# Parastrangalis platyfasciata
Parastrangalis platyfasciata là một loài bọ cánh cứng trong họ Cerambycidae.